# Weyprecht von Gemmingen
Weyprecht von Gemmingen (zm. 1702) był heskim politykiem.
Aż do swej śmierci w 1702 odpowiadał Gemmingen za całokształt polityki Landgrafstwa Hesja-Darmstadt jako przewodniczący jej rady państwowej. 